# Амосов, Егор Игоревич
Егор Игоревич Амосов (род. 23 января 2008, Россия) — российский профессиональный баскетболист, играющий на позиции лёгкого форварда.

## Карьера
В сезоне 2021/2022 Амосов в составе команды «Самара-СШОР-1» стал победителем Всероссийских соревнований среди юношей 2008 года рождения и был признан «Самым ценным игроком» турнира. В финальном матче против СШОР №49 «Тринта» Егор набрал 20 очков, 16 подборов, 6 передач, 4 перехвата и 4 блок-шота. В каждом из 7 матчей турнира Амосов оформлял дабл-дабл, в среднем его статистика составила 18,1 очка, 15,3 подбора, 4,9 передачи, 3,7 перехвата и 1,6 блок-шота. По итогам Всероссийских соревнований Егор вошёл в пятёрку лучших снайперов и первенствовал по 7 игровым показателям – подборам, передачам, перехватам, проценту реализации двухочковых бросков (67,1), дабл-даблам, показателю «плюс/минус» (+18,6) и коэффициенту полезности (34,9).
В августе 2022 года Амосов подписал 4-летний контракт с «Самарой».
26 марта 2023 года, в игре против «Енисея» (74:79), Амосов дебютировал на профессиональном уровне. Также, Егор стал самым молодым игроком (15 лет и 61 день), выходившим на площадку за «Самару» в официальных матчах, и самым молодым игроком в истории Единой лиги ВТБ.
16 февраля 2025 года Амосов принял участие в конкурсе по броскам сверху на «Матче всех звёзд» Единой лиги ВТБ.

## Сборная России
В июне 2022 года Амосов принял участие в тренировочной сборе юниорской сборной России (до 16 лет).
В октябре 2022 года Амосов был включён в расширенный список сборной России (до 16 лет) для участия в сборе. По его итогам Егор вошёл в состав юниорской сборной России для участия в XXV международном турнире памяти В.Н. Рыженкова в Минске. Одержав победу в матчах против сборной Беларуси (до 16 лет), юношеской команды «Локомотива-Кубань» и юношеской сборной Белгородской области, сборная России стала победителем турнира, а Егор Амосов был признан «Самым ценным игроком».
В апреле 2023 года Амосов был включён в расширенный список сборной России (до 16 лет) для участия в сборе перед IX Российско-Китайскими молодёжными играми. По итогу сборов Егор вошёл в состав команды, которая отправилась в Чунцин.
На этом турнире юниорская сборная России провела 3 матча со сверстниками из Китая. В первом матче россияне уступили — 73:75. Амосов был одним из самых заметных участников матча: за 36 минут на площадке он набрал 12 очков, 13 подборов и 6 результативных передач. Во втором матче Егор вновь отметился дабл-даблом: 19 очков и 10 подборов — и российская команда взяла реванш, 76:69. В решающем, третьем матче серии россияне одержали ещё более уверенную победу (74:58), хотя вклад Егора статистически выглядел скромнее (8 очков и 3 подбора).
В июне 2024 года Амосов принял участие в тренировочном сборе сборной России (до 20 лет) на базе «Парамоново». После завершения сбора Егор отправился в Сербию в составе сборной России для участия в трёх контрольных матчах. 28 июня сборная России в первом матче разгромила команду KK IBC — 76:55. Амосов провёл на площадке более 18 минут, за которые набрал 8 очков, 3 подбора, 4 перехвата, 1 передачу и 1 блок-шот. Затем сборная России уступила национальной команде Анголы — 59:74. Амосов за 23 минуты на площадке набрал 7 очков, 3 подбора, 1 перехват 2 передачи. 30 июня сборная России завершила серию крупной победой над KK KOTEZ-BEKO — 81:58. Амосов за 6 минут в игре набрал 2 очка и сделал 1 передачу и 1 перехват.